# Толедська ніч
«Толедська ніч» (ісп. una noche Toledana) — кривава різанина, яку в IX столітті влаштували бунтівним вестготським і іберо-римським аристократам арабські володарі міста.
У переносному сенсі — погана або просто безсонна ніч, якийсь неприємний сюрприз, підступна пастка (ісп.).

## Різанина в Толедо
Християнське місто Толедо, яке у 712 році було завойоване маврами, навіть залишаючись під владою арабів, сприймалося відсунутими на північ воїнами Реконкісти як своя столиця, яка лише тимчасово потрапила до рук ворога. Городяни також не залишали надію повернути собі незалежність.
Згідно з легендою, наприкінці VIII — на початку IX століть (називають різні дати: 797, 803, 806, 807 або 812 рік) відбулося перше велике повстання толедців, під час якого у своєму алькасарі був убитий валі міста Юсуф бен-Амрюк, що викликав обурення жителів своєю надзвичайною жорстокістю. Кордовський емір Аль-Хакам I (796—822) призначив новим валі міста (за його власним проханням) батька убитого, який носив ім'я Амрюк аль-Льєріді (Amrus-al Lleridi).
В'їхавши у місто, Амрюк не став, всупереч очікуванням, вживати ніяких заходів проти вбивць сина, що належали до вищої аристократії, а почав правити з патріархальною м'якістю, прислухаючись до їхніх порад.

Однак через деякий час у Толедо прибув загін на чолі з майбутнім спадкоємцем еміра, Абдаррахманом II, який прямував на північ, до Сарагоси. Він розмістився у палаці Галіана (Palacio de Galiana), над річкою Тахо. На честь прибулого принца Амрюк влаштував розкішний бенкет, на який запросив усіх представників знатних толедських сімей (чисельністю, як кажуть, від 400 до 700 людей). Серед гостей був і архієпископ Толедський Еліпанд, відомий захисник адопціонізма.
Даремно у сутінках натовп, що зібрався біля воріт, чекав на повернення своїх дворян з бенкету. Ніхто не повертався, а над вежами фортеці безперервно піднімалися клуби пари. У натовпі говорили: «Це пара від гарячих страв», і лише один спостерігач вимовив: «Ця пара піднімається не від бенкетних страв, а від крові наших братів».
І він мав рацію: кожного з гостей впускали поодинці, та при вході у внутрішній двір фортеці страчували, а голови скочувалися у заздалегідь приготовану для цього посередині двору яму. З цієї причини цю подію також називають «Днем Ями» — (ісп. la Jornada del Foso).
|  | ¡Hijo mío, ya puedes dormir en paz, pues ya estas vengado! (Сину мій, тепер можеш покоїтися з миром, бо ти відомщений!) — сказав Амрюк, виставляючи голови вбитих на зубцях своєї фортеці Варіз. |

Юний принц Абдаррахман, ім'я якого послужило приманкою, був дещо шокований настільки жорстокими вбивствами, що трапилися на його очах, але нічого робити не став, і поїхав далі до Сарагоси.
Жителі міста до цих пір можуть показати місце, де відбувалася ця подія: палац знаходився у кварталі, званому Монтічель (Montichel), де зараз знаходиться бульвар Святого Христофора (Paseo de San Cristóbal).

## У літературі
- Лопе де Вега, «Толедська ніч» (1605)